# جسیکا نوردل
جسیکا نوردل (به انگلیسی: Jessica Nordell) نویسنده و روزنامه‌نگار آمریکایی است.